# Lismullin Henge
Eine Lismullin Henge oder Lismullin Circle genannte Formation und ein Souterrain liegen bei Lismullin (irisch Lios Muilinn – deutsch „Mühlenfort“) unweit von Tara im County Meath nordwestlich von Dublin in Irland. Sie wurden in der frühen Eisenzeit, zwischen 520 und 370 v. Chr. erbaut. Die Einfriedung, die kein echtes Henge ist, wurde 2007 beim Bau der Autobahn M3 gefunden, das Souterrain wenig später.
Die Einfriedung besteht aus zwei konzentrischen Rundwällen mit Pfosten, die eine Fläche von 0,5 ha umschließen. Die äußere Einfriedung hat etwa 80 Meter Durchmesser, die innere 16 m. Es wurden eine Steinaxt, ein Keramikfragment und eine verzierte Ringkopfnadel gefunden. In der Nähe wurde ein Hundeskelett geborgen.
Das Souterrain besitzt eine Reihe von Steinblöcken, die Felsritzungen aufweisen, die ansonsten mit jungsteinzeitlicher Kunst (Newgrange) in Verbindung zu bringen sind. Vermutlich stammen sie von einem ausgegangenen Passage Tomb.